# Littoridina gaudichaudii
Littoridina gaudichaudii је изумрли пуж из реда Littorinimorpha и фамилије Hydrobiidae. 

## Угроженост
Ова врста је наведена као изумрла, што значи да нису познати живи примерци.

## Распрострањење
Врста је живела у Еквадору. Сматра се да се представници ове врсте можда још увек могу наћи.

## Станиште
Раније станиште врсте су била слатководна подручја.